# Station Rungsted Kyst
Station Rungsted Kyst is een treinstation in het dorp Rungsted in de Deense gemeente  Hørsholm. Het station  aan Kystbanen is ontworpen door Heinrich Wenck.
Rungsted heeft op werkdagen een 10 minutendienst in beide richtingen. Richting Kopenhagen rijden meerdere treinen rechtstreeks door richting vliegveld en verder naar Zweden. 